# من فضلك مثلي
من فضلك مثلي (بالإنجليزية: Please Like Me) هو مسلسل كوميدي درامي تلفزيوني أسترالي أنشأه وبطولة جوش توماس. تم بثه على هيئة البث الأسترالية من 28 فبراير 2013 إلى 14 ديسمبر 2016.

## روابط خارجية
- من فضلك مثلي على موقع IMDb (الإنجليزية)
- من فضلك مثلي على موقع ميتاكريتيك (الإنجليزية)
- من فضلك مثلي على موقع روتن توميتوز (الإنجليزية)
- من فضلك مثلي على موقع نتفليكس (الإنجليزية)
- من فضلك مثلي على موقع كينوبويسك (الروسية)
- من فضلك مثلي على موقع ألو سيني (الفرنسية)
- من فضلك مثلي على موقع قاعدة بيانات الفيلم (الإنجليزية)